# Schmidt Groupe
Pour les articles homonymes, voir Salm.

Schmidt Groupe est le nom donné en 2016 à la  Société alsacienne de meubles (SALM) « entreprise française familiale »[pas clair] créée en 1934 par Hubert Schmidt, qui fabrique et commercialise une large gamme de meubles pour cuisines, salles de bains, rangements, tables et chaises. Elle est connue sous les enseignes et marques Schmidt et Cuisinella.

## Historique

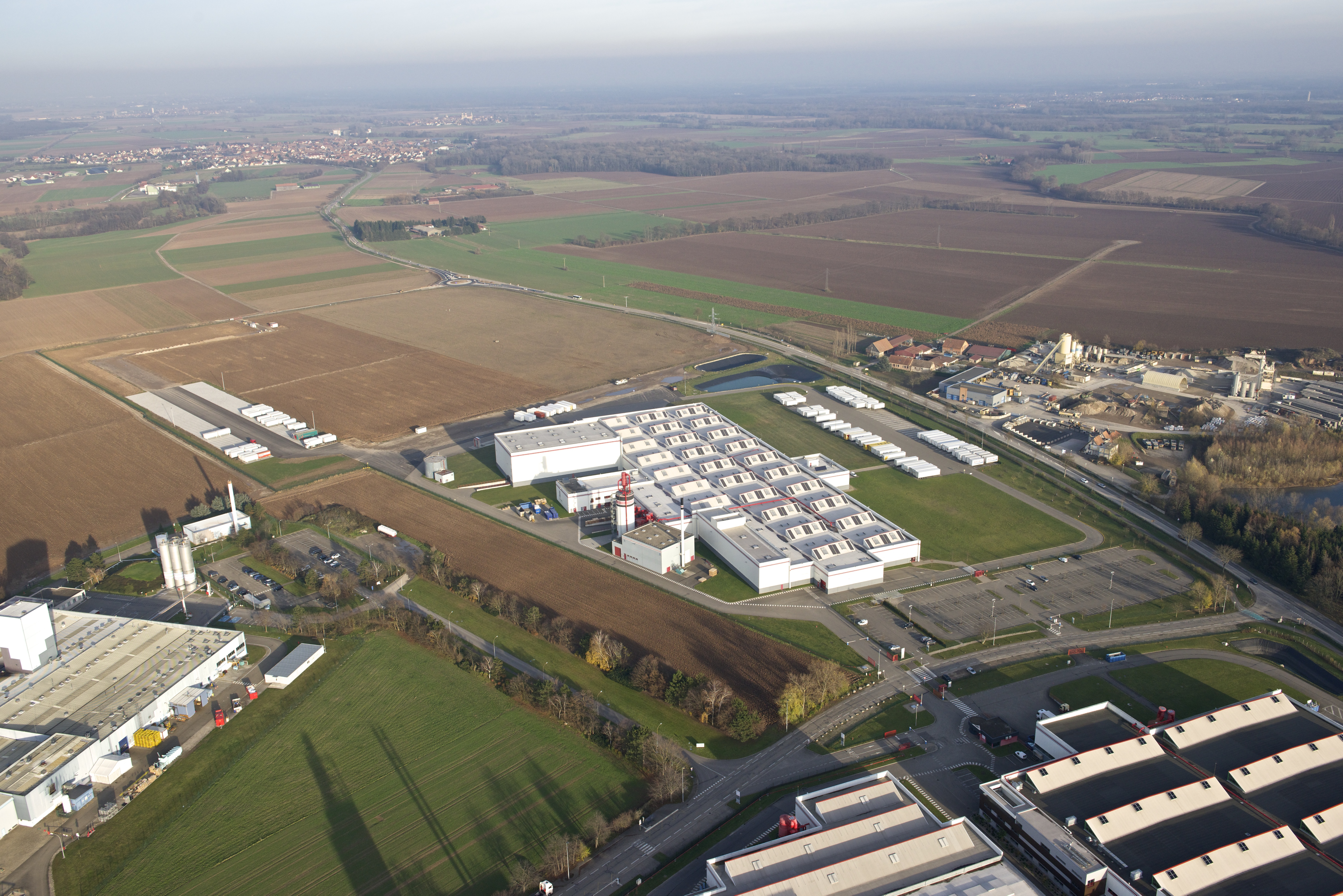
Au premier plan, la tranche 1 de l'usine de Sélestat. Au centre, la tranche 2 ; au fond, le terrain prévu pour la tranche 3.

L'entreprise, créée en 1934 à Türkismühle (en Sarre) par Hubert Schmidt, s'installe en France en 1959 à Lièpvre, dans le Val d'Argent, implantation qui devient le siège social de l'entreprise ; le principal lieu de développement industriel est la zone industrielle de Sélestat.
En 2006, c'est la petite-fille du fondateur, Anne Leitzgen, qui prend les commandes de l'entreprise.
En 2010, l'entreprise participe au financement d'une chaire de management de la créativité à l'Université de Strasbourg. En 2013, le groupe ouvre une cinquantaine de magasins en France et une douzaine à l'étranger, ce qui en porte le nombre à 670 environ.
En 2013, elle se dote d'un nouveau logo. En 2014, l'entreprise reçoit le prix de l'entreprise digitale de l'année ainsi que le prix « Productivez ! » dans la catégorie « productivité » du Centre technique des industries mécaniques.
À la fin de l'année 2015, l'usine de Sélestat s'agrandit d'une troisième tranche, de 16 000 mètres carrés de surface, nécessitant quarante millions d'euros d'investissement et permettant la création de cent dix emplois en plus des 750 que compte déjà le site. Cette extension pourrait être portée à 43 000 m2 en 2018, ce qui amènerait la création de trois cents emplois.

## Chiffres

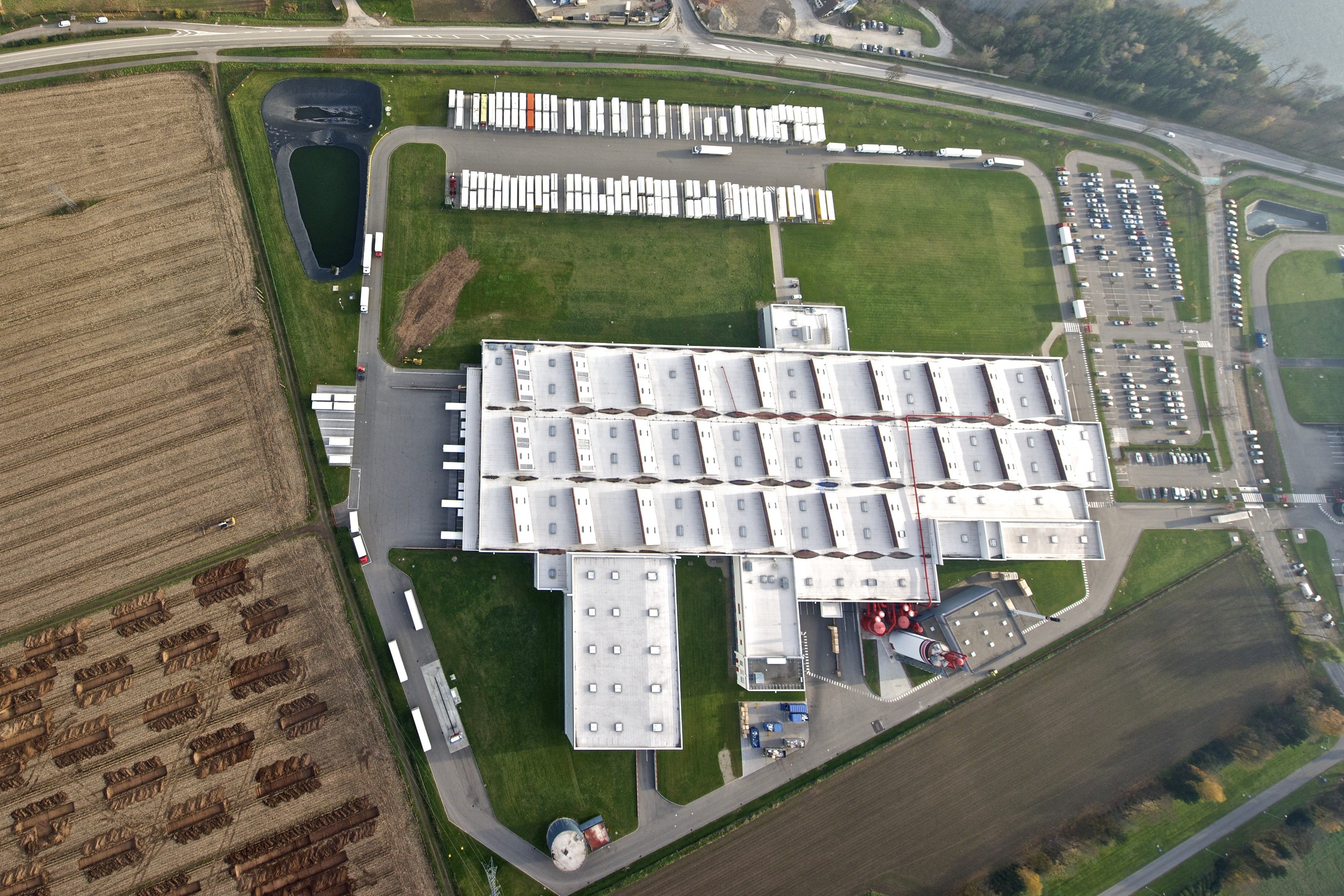
Vue aérienne de l'unité 2 de la Société Alsacienne de meubles, à Sélestat.

Schmidt Groupe occupe aujourd'hui le premier rang des fabricants de cuisines en France et le cinquième rang des fabricants de cuisines en Europe. En termes de parts de marché, elle contrôle environ 20 % du marché français, avec une progression de 2 à 3 % par an
- 809 points de vente : 503 magasins Schmidt et 306 magasins Cuisinella.
- 1787 salariés
- Schmidt Groupe fabrique plus de 5000 éléments de cuisines chaque jour, ce qui fait environ 550 cuisines complètes sortant des ateliers.
- 7 sites de production : à Sélestat (3 usines; Unité 1, Unité 2/2BIS, Unité 3 en 2017[9]), à Lièpvre, à Bergheim (Pour la gamme START, auparavant EMK) , à Türkismühle (Sarre, Allemagne), à Canton (Chine)
- Seul fabricant à cumuler les certifications ISO 9001, ISO 14001 et OHSAS 18001, ISO50001, SCHMIDT Groupe est aussi le précurseur de la norme NF Environnement Ameublement.